# Villanova d’Asti
Villanova d’Asti ist eine Gemeinde in der italienischen Provinz Asti (AT), Region Piemont.

## Lage und Einwohner
Villanova d’Asti liegt 25 km westlich von der Provinzhauptstadt Asti entfernt. Die Kleinstadt liegt auf einer Höhe von 260 m über dem Meeresspiegel und hat 5496 Einwohner (Stand 31. Dezember 2023). Das Gemeindegebiet umfasst eine Fläche von 42 km². Die Nachbargemeinden sind Buttigliera d’Asti, Dusino San Michele, Isolabella, Montafia, Poirino, Riva presso Chieri, San Paolo Solbrito und Valfenera.

## Geschichte

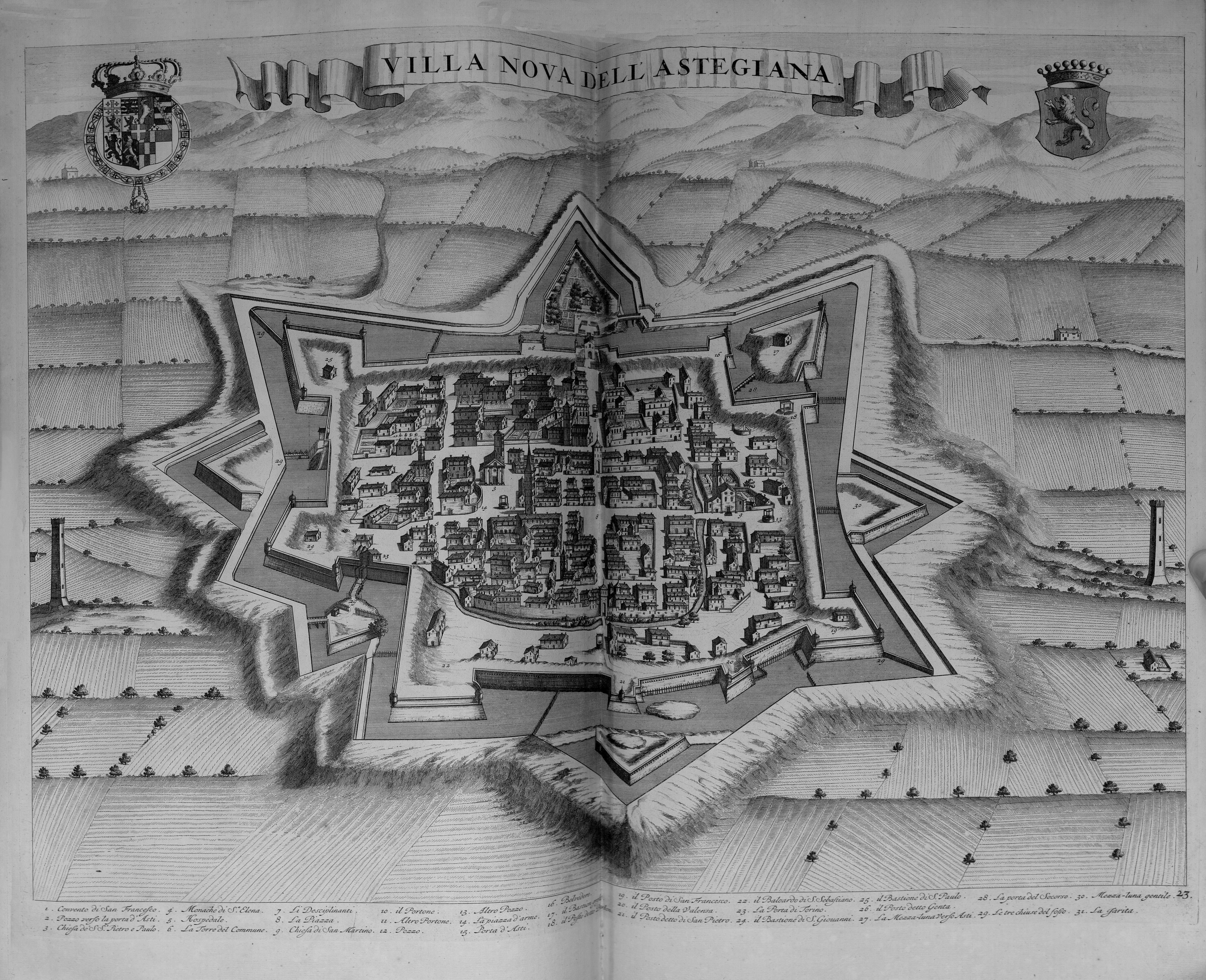
Villanova d'Asti 1726

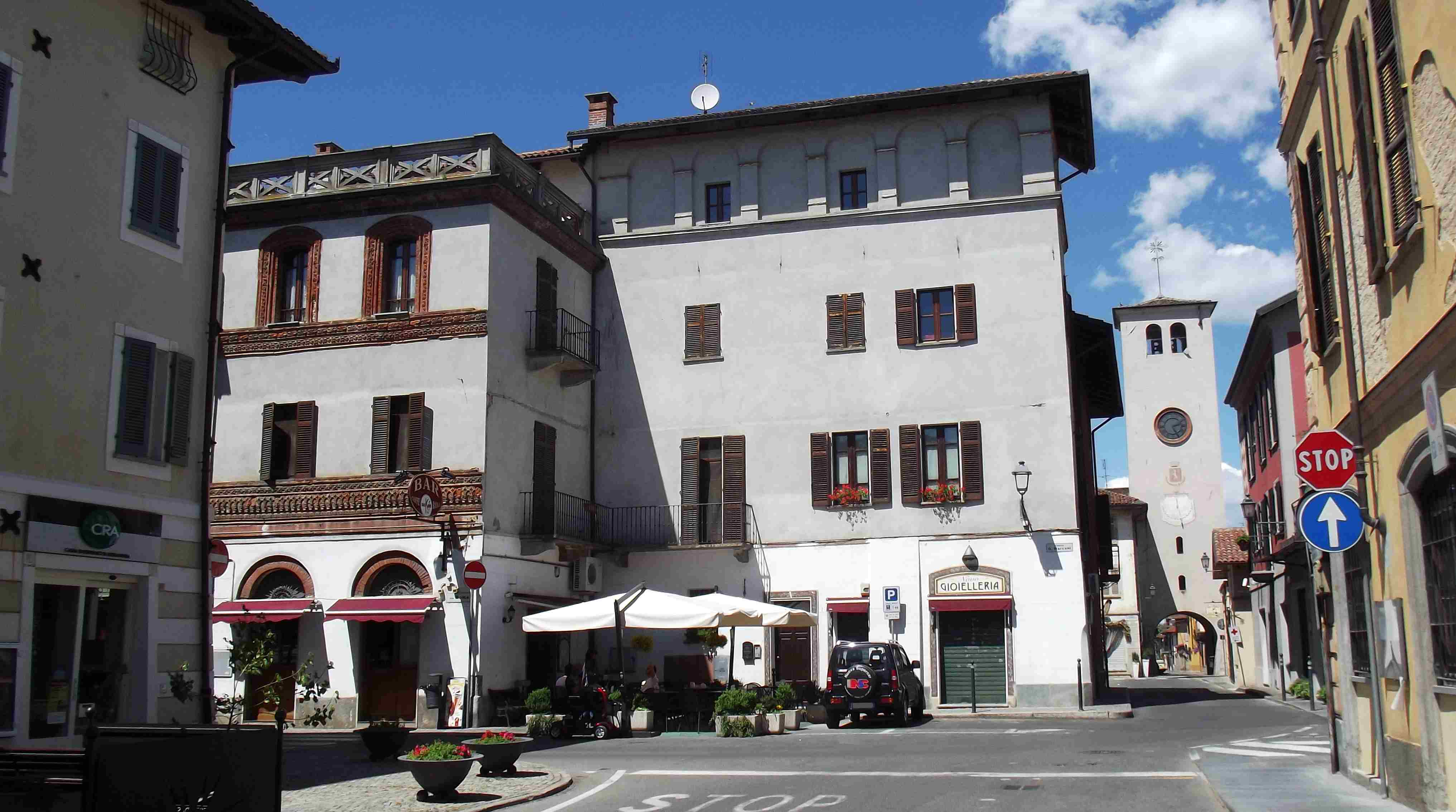
Ortsmitte von Villanova d’Asti

Die Gründung geht auf das Jahr 1248 zurück, wie genaue Dokumente aus den Asti-Archiven belegen. Zur Gründung sind jedoch Siedlungen (Brassicarda) aus der Römerzeit bezeugt, die wahrscheinlich auf die Zuteilung von Grundstücken durch Veteranen zurückzuführen sind. In Richtung Poirino, rund um lombardische Ruinen, die „alter Hof“ oder Corveglia genannt werden, schenkte Kaiser Otto III. im Jahr 1001 den Benediktinerinnen das Kloster San Felice di Pavia, das vom Kloster San Salvatore di Pavia abhängig war. Einige Ländereien und im 13. Jahrhundert ließen sich die Augustiner-Chorherren in Corveglia nieder, die zu Beginn des 14. Jahrhunderts die Räume mit geschnitzten Säulen und Kapitellen bereicherten. Im Jahr 1340 mussten die Ordensleute, nachdem sie verschuldet waren, das Gebäude verlassen, das erst jetzt wieder in seinem alten Glanz erstrahlt.
Mit einer Schenkungsurkunde vom 28. Januar 1494 wurde das Lehen von Ludovico il Moro seiner Frau Beatrice d’Este geschenkt, mit allen dazugehörigen Besitztümern, Festungen und Lehnsrechten, die damit verbunden waren, d. h. dem mere et mixto imperio, jeder Art von Gerichtsbarkeit, Schenkungen, Immunitäten usw., das Recht, diese nach eigenem Ermessen zu verwalten, Kastellane, Prätoren, Beamte usw. zu ernennen sowie von den Einkünften zu profitieren.
Um sein Gelübde zu erfüllen, nimmt der Bürgermeister auch heute noch feierlich an der Messe der Unbefleckten Empfängnis in der Kirche San Martino teil und ergreift traditionell nach der Lesung des Evangeliums das Wort. Eine Gedenktafel an den Wänden des alten Klosters in der Via Roma erzählt prägnant von diesen außergewöhnlichen Ereignissen. Das uneinnehmbare Villanova, das bereits von kampfbereiten Soldaten besetzt war und von demselben General, der stattdessen das Land verwüstete, unversehrt gelassen wurde, legte in der Nähe Feuer Poirino und ließ Ceresole entlassen.
Nach dem Scheitern der vom Sonnenkönig gewünschten Belagerung von Turin im Jahr 1706 und nachdem der Vertrag von Utrecht von 1713 Vittorio Amedeo von Savoyen die Krone Siziliens sicherte, genoss Villanova endlich lange Ruhe. Nach den Ereignissen, die die Savoyer dazu zwangen, im Schutz der englischen Flotte Zuflucht auf Sardinien zu suchen, wurde das Piemont bis zum Fluss Sesia am 11. September 1802 (24. Fruttidoro, Jahr X) von Frankreich annektiert. Villanova gehörte bis 1814 zum „Département de Marengo“, „Deuxième arrondissement (Asti)“. Die jungen Piemontesen kämpften mutig an der Seite anderer französischer Bürger für ihr Heimatland, insbesondere im unglücklichen Russlandfeldzug, bei dem Domenico Mazzucchi aus Poirino in Moscova das Kriegskreuz erhielt.